# Fis-majeur
Fis-majeur, Fis grote terts of Fis-groot  (afkorting: Fis) is een toonsoort met als grondtoon fis.

## Toonladder
De voortekening telt zes kruisen: fis, cis, gis, dis, aïs en eïs. Het is de parallelle toonaard van dis-mineur. De enharmonisch gelijke toonaard van Fis-majeur is Ges-majeur.

## Bekende werken in Fis-majeur
- Das wohltemperierte Klavier (prelude en fuga nr. 13) - Johann Sebastian Bach
- Impromptu nr. 2 opus 36 - Frédéric Chopin
- Pianosonate nr. 4 - Aleksandr Skrjabin
- Symfonie nr. 10 (1910) - Gustav Mahler
- Slavenkoor uit Nabucco, Giuseppe Verdi
- The Winner Takes It All (1980) - ABBA